# Thysanopyga maresa
Thysanopyga maresa är en fjärilsart som beskrevs av William Schaus 1901. Thysanopyga maresa ingår i släktet Thysanopyga och familjen mätare. Inga underarter finns listade i Catalogue of Life.